# Jennifer Hudson (álbum)
Jennifer Hudson es el álbum debut de la actriz y cantante Jennifer Hudson, puesto a la venta el 30 de septiembre de 2008 en Estados Unidos.
El primer sencillo, «Spotlight», está escrito y producida por Ne-Yo y Stargate. Fue estrenado en las radios de Estados Unidos el 9 de junio de 2008 y los días posteriores para descarga digital. El segundo sencillo es «If This Isn't Love».

## Lista de canciones
1. «Spotlight» Escrita y producida por Ne-Yo y Stargate – 4:50
2. «If This Isn't Love» Producida por Brian Kennedy – 3:36
3. «Pocketbook» (con Ludacris) Escrita por Timbaland, Ludacris y producida por Timbaland y Jim Beanz – 3:19
4. «Giving Myself» Escrita por Robin Thicke y producida por él mismo y Pro Jay – 4:15
5. «What's Wrong (Go Away)» (con T-Pain) Producida por T-Pain – 3:47
6. «My Heart» Producida por Polow da Don – 3:33
7. «You Pulled Me Through» Escrita por Diane Warren y producida por Harvey Mason y Brian Kennedy – 3:40
8. «I'm His Only Woman» (con Fantasia Barrino) Producida por Jack Splash y Missy Elliott – 4:18
9. «Can't Stop the Rain» Escrita y producida por Ne-Yo y Stargate – 4:44
10. «We Gon' Fight» Producida por Tank – 4:02
11. «Invisible» Producida por The Underdogs – 3:43
12. «And I Am Telling You I'm Not Going»Producida por The Underdogs – 4:43
13. «Jesus Promised Me a Home Over There» Producida por Warryn Campbell – 4:24

Bonus track
1. «All Dressed in Love» Producida por Salaam Remi – 3:22

Bonus track del Reino Unido
1. «Stand Up» Producida por Earl Powell – 4:04

## Lanzamiento
| País           | Fecha                    |
| -------------- | ------------------------ |
| Australia      | 27 de septiembre de 2008 |
| Reino Unido    | 29 de septiembre de 2008 |
| Canadá         | 30 de septiembre de 2008 |
| Estados Unidos | 30 de septiembre de 2008 |

### Sencillos
- «Spotlight»
- «If This Isn't Love»
- «Giving Myself»

- Datos: Q2563217